# مقبول‌آباد
مقبول آباد، روستایی است از توابع بخش خلجستان شهرستان قم در استان قم ایران.به مالکیت سرهنگ محمود خان زندکریمی و در فعل حال در مالکیت مازیار زندکریمی پسر محمود خان می باشد  

## جمعیت
این روستا در دهستان دستجرد (قم) قرار دارد و براساس سرشماری مرکز آمار ایران در سال ۱۳۸۵، جمعیت آن ۲۱ نفر (۵خانوار) بوده‌است.